# Othoniel Arce
Othoniel Arce Jaramillo (ur. 8 listopada 1989 w Tejupilco) – meksykański piłkarz występujący na pozycji napastnika.

## Kariera klubowa
Arce swoją karierę piłkarską rozpoczynał w zespole San Luis FC jako dziewiętnastolatek. Jeszcze przed treningami z pierwszym zespołem, udał się na wypożyczenie do drugoligowego Petroleros de Salamanca, gdzie jednak ani razu nie pojawił się na boisku i grał wyłącznie w trzecioligowych rezerwach. W styczniu 2010 udał się na wypożyczenie po raz kolejny, tym razem do trzecioligowego Murciélagos de Guamúchil, gdzie z kolei pokazał się z bardzo dobrej strony w rozgrywkach Segunda División, co po upływie pół roku zaowocowało przebiciem się do seniorskiego składu San Luis. W meksykańskiej Primera División zadebiutował za kadencji szkoleniowca Ignacio Ambríza, 7 sierpnia 2010 w przegranym 0:1 meczu z Guadalajarą, natomiast premierowego gola zdobył 18 września tego samego roku w wygranej 1:0 konfrontacji z Pachucą. Swój premierowy sezon Apertura 2010 zakończył ostatecznie z bilansem dwóch bramek i dwóch asyst w piętnastu meczach i został wybrany odkryciem rozgrywek w oficjalnym plebiscycie Meksykańskiego Związku Piłki Nożnej.
Wiosną 2012 Arce przeniósł się do czołowego klubu w kraju, CF Monterrey, gdzie już w pierwszym sezonie, Clausura 2012, zdobył tytuł wicemistrza Meksyku, a także triumfował z najbardziej prestiżowych rozgrywkach kontynentu, Lidze Mistrzów CONCACAF. Mimo tych sukcesów pozostawał jednak wyłącznie rezerwowym ekipy i na boiskach pojawiał się sporadycznie. Po sześciu miesiącach udał się na wypożyczenie do beniaminka najwyższej klasy rozgrywkowej, Club León.
| Sezon     | Klub                     | Kraj   | Rozgrywki        | Mecze | Bramki |
| --------- | ------------------------ | ------ | ---------------- | ----- | ------ |
| 2008/2009 | Petroleros de Salamanca  | Meksyk | Liga de Ascenso  | 0     | 0      |
| 2008/2009 | San Luis FC              | Meksyk | Primera División | 0     | 0      |
| 2009/2010 | San Luis FC              | Meksyk | Primera División | 0     | 0      |
| 2009/2010 | Murciélagos de Guamúchil | Meksyk | Segunda División | 10    | 7      |
| 2010/2011 | San Luis FC              | Meksyk | Primera División | 26    | 3      |
| 2011/2012 | San Luis FC              | Meksyk | Primera División | 6     | 1      |
| 2011/2012 | CF Monterrey             | Meksyk | Primera División | 8     | 1      |
| 2012/2013 | Club León                | Meksyk | Primera División |       |        |

## Kariera reprezentacyjna
W 2011 Arce został powołany przez trenera Luisa Fernando Tena do reprezentacji Meksyku U-23 na Igrzyska Panamerykańskie w Guadalajarze. Tam pozostawał rezerwowym graczem swojej drużyny i wystąpił w dwóch spotkaniach, nie wpisując się na listę strzelców, za to jego drużyna narodowa triumfowała w męskim turnieju piłkarskim, zdobywając złoty medal rozgrywek.